# Комано (Тоскана)
Комано (итал. Comano) — коммуна в Италии, располагается в регионе Тоскана, в провинции Масса-Каррара.
Население составляет 769 человек (2008 г.), плотность населения составляет 14 чел./км². Занимает площадь 54 км². Почтовый индекс — 54015. Телефонный код — 0187.
Покровителем коммуны почитается святой великомученик Георгий, празднование 8 мая. 

## Демография
Динамика населения:

## Администрация коммуны
- Официальный сайт: http://www.comune.comano.ms.it/